# Hylaeus donbakeri
Hylaeus donbakeri är en biart som beskrevs av Dathe 1995. Hylaeus donbakeri ingår i släktet citronbin, och familjen korttungebin. Inga underarter finns listade i Catalogue of Life.